# Crna Mlaka
Crna Mlaka je naseljeno mjesto u Republici Hrvatskoj u Zagrebačkoj županiji. Administrativno je u sastavu Jastrebarskog. Naselje se proteže na površini od 11,80 km². 

## Ornitološki rezervat
Ornitološki rezervat Crna Mlaka, očuvan u gotovo izvornom obliku, veliko je ravničarsko šumovito prostranstvo, s hrastom lužnjakom, a po svojim jedinstvenim hidrografskim i vegetacijskim obilježjima, kao i bogatstvu ptičjih vrsta izuzetna je europska i svjetska vrijednost.

## Stanovništvo
Prema popisu stanovništva iz 2001. godine Crna Mlaka ima 42 stanovnika koji žive u 20 kućanstava. Gustoća naseljenosti iznosi 3,56 st./km².
| broj stanovnika |       |       | 111   | 6     | 8     |       |       | 88    | 69    | 142   | 134   | 105   | 75    | 61    | 42    | 30    | 23    |
|                 | 1857. | 1869. | 1880. | 1890. | 1900. | 1910. | 1921. | 1931. | 1948. | 1953. | 1961. | 1971. | 1981. | 1991. | 2001. | 2011. | 2021. |

## Dvorci
- Dvorac Zwilling